# 銀輪部隊

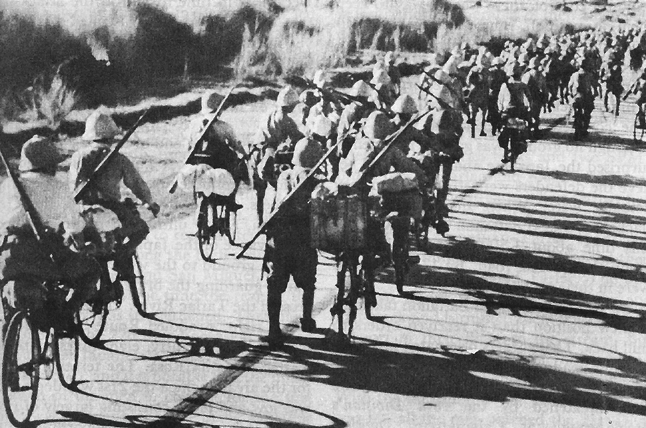
菲律賓戰役的銀輪部隊

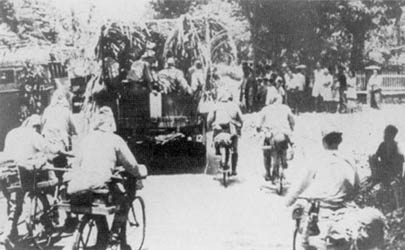
蘭印作戰中，在爪哇島的銀輪部隊

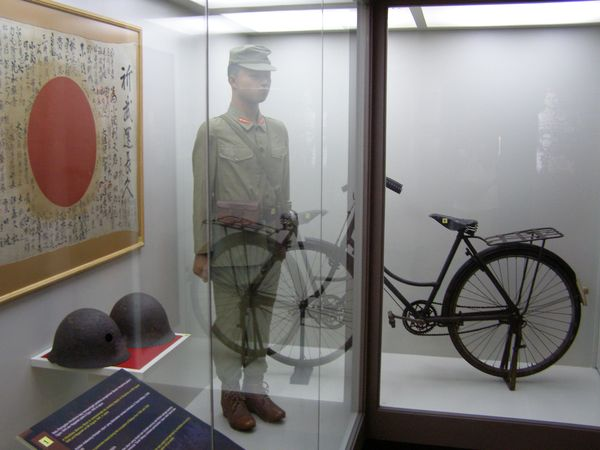
馬來作戰中使用的腳踏車

銀輪部隊（日语：銀輪部隊，ぎんりんぶたい）是太平洋戰爭時，日本用於南方作戰，以腳踏車行軍的大日本帝國陸軍部隊的通稱、暱稱，名稱來自當時日本國內的新聞界。「銀輪」在日文指腳踏車或腳踏車的車輪。

## 概要
當時，在重視進攻速度的南方作戰，為了兵器、物資的高速輸送，日本陸軍徵用当地的腳踏車，紧急編成腳踏車部隊。
腳踏車可通行在菲律賓或馬來半島的熱帶雨林、橡膠林、椰子林等，汽車、戰車無法通行的狹小道路，若有河川也可扛著渡河。銀輪部隊一方面负责修復受破壞的橋梁，協助輸送隊的汽車，一方面進軍，促成初期的南方攻略。

## 關連項目
- 出宮順一（日语：出宮順一）